# Roger Bower
Sir Roger Herbert Bower, KCB, KBE (* 13. Februar 1903 in Andover, Hampshire, England; † 9. Januar 1990) war ein britischer Offizier und zuletzt Generalleutnant der British Army, der unter anderem zwischen 1956 und 1957 Kommandeur der Streitkräfte in British Malaya (General Officer Commanding Malaya) sowie von 1958 bis 1960 Oberkommandierender der Landstreitkräfte im Mittleren Osten (Commander in Chief Middle East Land Forces) war. Darüber hinaus bekleidete er zwischen 1960 und 1963 das zeremonielle Amt des Lieutenant of the Tower of London.

## Leben

### Offiziersausbildung und Zweiter Weltkrieg
Roger Herbert Bower, Sohn von Herbert Morris Bower und Eileen Francis Fitzgerald Bower, begann nach dem Besuch der 1557 gegründeten Repton School eine Offiziersausbildung am Royal Military College Sandhurst, wo Geoffrey Bourne, Ernest Down, Archer Clive, Francis Matthews, John Carew Pole und Hugh Stockwell zu seinen Lehrgangskameraden gehörten. Nach dem Abschluss wurde er am 1. Februar 1923 als Second Lieutenant in das Leichte Infanterieregiment King’s Own Yorkshire Light Infantry übernommen und fand in den folgenden Jahren zahlreiche Verwendungen als Offizier sowie Stabsoffizier. Er war zwischen 1935 und 1936 Absolvent des Staff College Camberley, an dem neben seinem früheren Sandhurst-Kommilitonen Geoffrey Bourne nunmehr Eric Bols, John Yeldham Whitfield, Robert Arkwright, Lewis Lyne, Freddie de Guingand, Stephen Shoosmith, Charles Keightley, Walter Lentaigne, Horatius Murray, Terence Airey und Gerald Lloyd-Verney zu seinen Jahrgangskameraden gehörten.
Während des Zweiten Weltkrieges erhielt er am 23. April 1941 den kommissarischen Rang als Acting Lieutenant-Colonel sowie am 23. Juli 1943 auch den zeitlich befristeten Dienstgrad als Temporary Lieutenant-Colonel und war zwischen 1941 und 1942 Kommandeur des 1. Bataillons des Grenzregiments (The Border Regiment). Im weiteren Kriegsverlauf erhielt er am 14. Oktober 1943 den kommissarischen Rang als Acting Colonel sowie knapp einen Monat später den kommissarischen Rang als Acting Brigadier. Ein halbes Jahr später wurde ihm am 14. April 1944 sowohl der kriegsdienstbezogene Rang eines War Substantive Lieutenant-Colonel als auch der zeitlich befristete Dienstgrad eines Temporary Colonel verliehen, ehe einen weiteren Monat später am 19. Mai 1944 in den zeitlich befristete Dienstgrad eines Temporary Brigadier berufen wurde. Für seine militärischen Verdienste wurde er 1944 zum Commander des Order of the British Empire (CBE) ernannt und fungierte zwischen dem 14. Dezember 1944 und 1945 als Kommandeur der in Norwegen eingesetzt 1. Luftlandebrigade (Commanding Officer, 1st Airlanding Brigade).

### Nachkriegszeit und Aufstieg zum Generalleutnant
Nach Kriegsende war Roger Bower von April bis Dezember 1946 Kommandeur der im Mandatsgebiet Palästina eingesetzten 6. Luftlandebrigade (6th Airlanding Brigade). Nach seiner Beförderung zum Colonel am 23. März 1947 fungierte zwischen Juni 1947 und September 1948 als Brigadier General Staff im Heereskommando Süd (Southern Command). Nachdem ihm am 15. September 1948 der zeitlich befristete Dienstgrad eines Temporary Major-General verliehen wurde, übernahm er von 1948 bis 1949 in Deutschland den Posten als Kommandeur des Militärbezirks Hamburg (District Officer Commanding Hamburg District) und wurde in dieser Verwendung am 7. März 1949 auch zum Major-General befördert. Daneben wurde er 1950 auch zum Companion des Order of the Bath (CB) ernannt. Am 14. Januar 1950 wechselte er ins Kriegsministerium und war dort bis zum 15. Dezember 1952 als Direktor für Luft-Land-Kriegsführung (Director of Air-Land Warfare, War Office) sowie zwischen dem 24. August 1951 und dem 15. Dezember 1952 in Personalunion auch Direktor für militärische Ausbildung (Director of Military Training, War Office). Am 16. Dezember 1952 wurde Generalmajor Bower als Nachfolger von Generalmajor Leslie Lockhart Kommandeur des Militärbezirks East Anglia (District Officer Commanding East Anglia District) und hatte dieses Kommando bis zum 5. Mai 1955 inne, woraufhin Generalmajor Reginald Harding ihn ablöste. Im Anschluss fungierte er vom 14. Mai 1955 bis zum 24. März 1956 als Chef des Stabes der Alliierten NATO-Streitkräfte in Nordeuropa AFNORTH (Chief of Staff, Allied Forces Northern Europe).
Nachdem Roger Bower am 19. Mai 1956 den zeitlich befristeten Dienstgrad als Temporary Lieutenant-General erhalten hatte, übernahm er als Nachfolger seines ehemaligen Sandhurst- und Camberley-Kommilitonen Generalleutnant Sir Geoffrey Bourne den Posten als Kommandeur der Streitkräfte in British Malaya (General Officer Commanding Malaya). Er hatte diesen Posten bis zu dessen Abschaffung am 1. September 1957 inne, nachdem einen Tag zuvor am 31. August 1957 die Föderation Malaya ihre Unabhängigkeit vom Vereinigten Königreich erhalten hatte. Gleichzeitig war er vom 19. Mai 1956 bis zum 1. September 1957 als Director of Operations Malaya auch zuständiger Direktor für militärische Operationen tätig. Während dieser Zeit wurde er am 29. November 1956 zum Lieutenant-General befördert sowie im Zuge der sogenannten „New Year Honours“ am 1. Januar 1957 als Knight Commander des Order of the British Empire (KBE) geadelt, so dass er fortan das Prädikat „Sir“ führte.
Zuletzt wurde Bower am 5. Januar 1958 abermals Nachfolger von Generalleutnant Sir Geoffrey Bourne, und zwar dieses Mal als Oberkommandierender der Landstreitkräfte im Mittleren Osten (Commander in Chief Middle East Land Forces). Diese Funktion bekleidete er bis zum 8. Mai 1960 und wurde daraufhin von Generalleutnant Sir Richard Anderson abgelöst. Er wurde am 13. Juni 1959 auch zum Knight Commander des Order of the Bath (KCB) erhoben und bekleidete zudem als Nachfolger von Generalleutnant Sir Harold Redman vom 1. August 1960 bis zu seiner Ablösung durch Generalmajor Charles Julius Deedes am 1. August 1966 das Ehrenamt als Colonel of The King’s Own Light Infantry. Am 17. August 1960 trat er in den Ruhestand. 
Darüber hinaus bekleidete er als Nachfolger von Generalleutnant Sir Euan Miller zwischen dem 10. September 1960 und seiner Ablösung durch Generalleutnant Sir William Pike am 10. September 1963 das zeremonielle Amt des Lieutenant of the Tower of London.
Aus seiner am 12. April 1939 geschlossenen Ehe mit Catherine Muriel Hotham, Tochter von Henry Edward Hotham und Ethel Lindsay Wood, gingen eine Tochter und zwei Söhne hervor.